# Crisis institucional de Venezuela
La crisis institucional de Venezuela, iniciada el 2017 y zanjada en 2023, son los hechos que la Asamblea Nacional venezolana y la Fiscalía General para entonces consideran una "ruptura del hilo constitucional" en ese país, a raíz de que el Tribunal Supremo de Justicia (TSJ) dictó la sentencia 156 mediante la cual se atribuye a sí mismo las funciones de la Asamblea Nacional (AN) y se extienden los poderes del presidente de la República, Nicolás Maduro,[cita requerida] según la Sala Constitucional «hasta que persista la situación de desacato» del parlamento.
Al momento de darse las sentencias, la reacción de la Asamblea Nacional, así como de varios organismos internacionales y de la región fue mayoritariamente negativa. La mayoría de la Asamblea Nacional y la entonces fiscal general de la república calificaron dichas acciones como un autogolpe de Estado, argumentando que se buscaba disolver a la AN, lo que suscitó protestas en Caracas y otras ciudades del país. Ante dichas acusaciones (y antes de la anulación de las sentencias), el TSJ afirmó que sus acciones no estaban disolviendo la Asamblea, sino que "estarían supliendo sus labores" hasta que ésta hiciera los procedimientos necesarios para salir de su estado de desacato.
La Fiscal General Luisa Ortega Díaz, representante del Ministerio Público (MP), manifestó su desacuerdo ante las medidas, adoptadas por el alto tribunal tachándolas de "ruptura del orden constitucional", lo que fue entendido como un "breve conflicto" entre los poderes públicos tradicionalmente aliados al Poder Ejecutivo Nacional.
El presidente Maduro (que calificó el roce entre el MP y el TSJ como un impase) convocó a un Consejo de Seguridad de la Nación, para discutir la situación con los entes públicos (a excepción de la Asamblea Nacional y la Fiscalía General), cumpliendo con el artículo 323 de la Constitución. El presidente de la Asamblea Nacional de Venezuela, Julio Borges, que fue invitado a participar, no asistió La Fiscal General de la República, Luisa Ortega Díaz, quien horas antes había catalogado el hecho como una "ruptura del orden constitucional”, tampoco asistió. Después de esta convocatoria el Tribunal Supremo de Justicia publicó una aclaración sobre las sentencias 155 y 156.
Finalmente, el presidente Nicolás Maduro señaló este impase como una muestra de plena independencia de poderes en Venezuela, posición contrariada por analistas afines a la oposición para quienes la propia actuación de la sala constitucional del TSJ ante el Consejo de Defensa de la Nación ratificaba su falta de independencia.

## Antecedentes

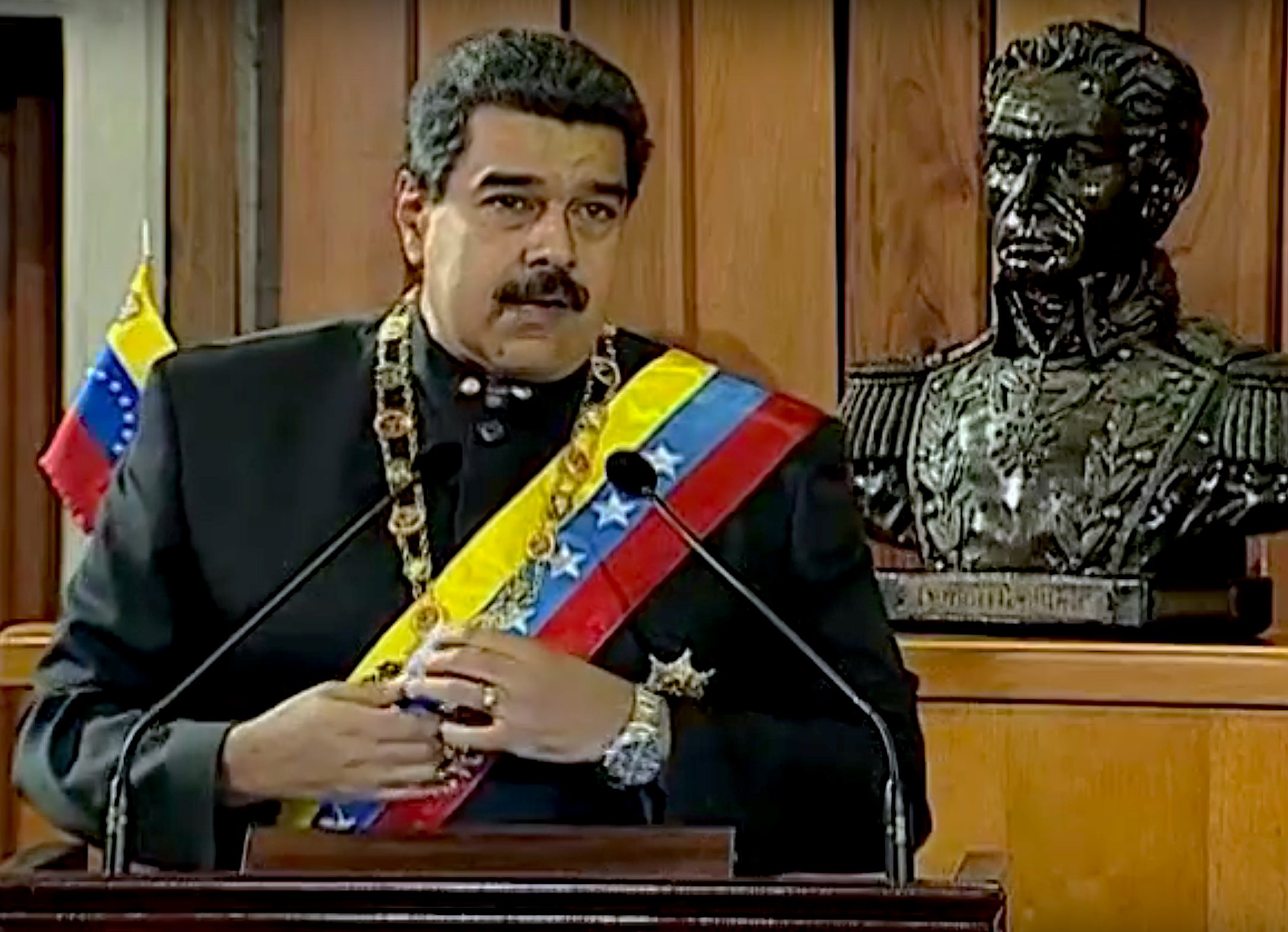
El presidente Nicolás Maduro ante el TSJ el 7 de febrero de 2017.

Luego del resultado de la elecciones parlamentarias de 2015 en el que el gobierno pierde la mayoría, a escasos diez días, el 23 de diciembre la asamblea saliente nombra 13 magistrados y magistradas principales y suplentes violando la Constitución en la postulación y los plazos legales para el concurso de los cargos. En horas de la noche, el máximo juzgado negó haber recibido impugnación alguna.  No se hizo esperar el nuevo poder judicial y pasadas las fiestas navideñas, el 28 de diciembre la Sala Electoral del TSJ presidida por Indira Maira Alfonso Izaguirre suspendió sorpresivamente sus vacaciones y anunció despacho hasta el 30 de diciembre. Ese día, el PSUV introdujo apuradamente seis recursos contenciosos y cautelares contra las elecciones del 6 de diciembre en las Circunscripciones 1 de Amazonas; la 2 de Yaracuy; la 2, 3 y 4 de Aragua, y la representación indígena de la región sur, con lo que impugnó a ocho diputados de la MUD con la intención que la oposición no alcanzara la mayoría calificada. El 29 de diciembre Indira Alfonso dictó medida de suspensión en el estado Amazonas.
Durante la instalación de la nueva Asamblea Nacional el 5 de enero de 2016, el presidente del Parlamento Henry Ramos Allup declaró en su discurso inaugural de la cámara que en un lapso de seis meses habría de determinar un mecanismo “democrático, constitucional, pacífico y electoral” para conseguir un cambio de gobierno en el país.
El 9 de enero de 2016, el Tribunal Supremo dictó el desacato a la Asamblea Nacional, en la que la oposición posee mayoría, debido a la juramentación de tres diputados opositores que había sido prohibida por el TSJ en diciembre de 2015 y al incumplimiento de varias sentencias del Poder Judicial. En la misma sentencia, el TSJ declaró nulas las actuaciones de la Asamblea Nacional desde el 5 de enero de 2016.
El 28 de marzo, el TSJ, con la sentencia 155, anunció el retiro de la inmunidad de los diputados, lo que abrió la posibilidad de que estos pudieran ser enjuiciados incluso ante tribunales militares.

El 29 de marzo, la sentencia 156 estableció que el TSJ garantizará que las competencias parlamentarias sean ejercidas por este mismo ente judicial o por el órgano que ella disponga, mientras persista la "situación de desacato" y de "invalidez" de las actuaciones de la Asamblea Nacional. Según Univisión, la "aclaratoria" habría sido debido a la "presión internacional", por su parte el analista político Nicholas Watson comentó que:
"La administración (de Maduro) se verá sometida a una intensa presión, tanto internamente como desde fuera. Por consiguiente, es probable que el papel de las Fuerzas Armadas sea cada vez más importante".
El desacato fue declarado por el TSJ posteriormente a la decisión de la Asamblea Nacional de incorporar, en agosto de 2016, a tres diputados pertenecientes al estado Amazonas, de los cuales la elección había sido impugnada posteriormente a las elecciones parlamentarias de diciembre de 2015. Los diputados indígenas Julio Haron Ygarza, Nirma Guarulla y Romel Guzamana fueron elegidos en unas votaciones en las que la oposición venezolana obtuvo mayoría en la Asamblea tras más de una década durante la cual se encontraba dominada por el oficialismo. Sin embargo, el oficialismo recurrió ante el TSJ impugnando las votaciones de estos tres diputados por considerarlas de fraudulentas en esos tres casos.
Con esos tres diputados incorporados, la oposición lograba obtener la mayoría calificada en la Asamblea Nacional, lo que le permitía reestructurar al TSJ o hacer un llamado para la convocatoria de un referendo revocatorio. Sin embargo, en enero de 2016, el TSJ se proclamó en contra y declaró como faltante de "validez, existencia y eficacia jurídica" el acto de juramentación de estos tres diputados de la oposición y su posterior incorporación a la Asamblea Nacional por considerarla una "violación flagrante del orden público constitucional".
A pesar, y desde este fallo, que estos tres diputados no estaban ejerciendo funciones por decisión de la misma Asamblea, el TSJ continúa manteniendo la tesis de desacato, lo cual ha llevado al grupo de oposición de la Mesa de la Unidad Democrática (MUD) a acusar al tribunal supremo de coartar el parlamento para beneficiar al gobierno.

## Crisis institucional
En enero de 2017, el Tribunal Supremo ratificó mediante sentencia el desacato que mantiene desde diciembre de 2015 la Asamblea Nacional (de mayoría opositora al gobierno de Maduro) frente al Poder Judicial y al orden constitucional, debido a la juramentación de tres diputados opositores que había sido prohibida por el Tribunal Supremo de Justicia (TSJ) el 30 de diciembre de 2015 y al incumplimiento de varias sentencias del Poder Judicial. En la misma sentencia, el TSJ ratificó la nulidad de las actuaciones de la Asamblea Nacional desde el 30 de diciembre de 2015.[cita requerida]
El 28 de marzo de 2017, el TSJ, con la sentencia 155, anunció el retiro de la inmunidad de los diputados, lo que abrió la posibilidad de que estos pudieran ser enjuiciados incluso ante tribunales militares. El 29 de marzo, la sentencia 156 estableció que el TSJ garantizará que las competencias parlamentarias sean ejercidas por este mismo ente judicial o por el órgano que ella disponga, mientras persista la "situación de desacato" y de "invalidez" de las actuaciones de la Asamblea Nacional.
Al momento de darse las sentencias, la reacción de la Asamblea Nacional, así como de varios organismos de la región fue mayoritariamente negativa. Algunos calificaron dichas acciones como un "autogolpe de Estado" y que se estaba disolviendo a la AN, lo que suscitó protestas en Caracas y otras ciudades del país. Ante dichas acusaciones (y antes de la anulación de las sentencias), el TSJ afirmó que sus acciones no estaban disolviendo la Asamblea, sino que "estarían supliendo sus labores" hasta que ésta hiciera los procedimientos necesarios para salir de su estado de desacato.

## Sentencias
| Sentencia N° 155 |
| --- |
| Se ORDENA al Presidente de la República Bolivariana de Venezuela que, en atención a lo dispuesto en el artículo 236.4, en armonía con lo previsto en los artículos 337 y siguientes eiusdem (ver sentencia n.° 113 del 20 de marzo de 2017), entre otros, proceda a ejercer las medidas internacionales que estime pertinentes y necesarias para salvaguardar el orden constitucional, así como también que, en ejercicio de sus atribuciones constitucionales y para garantizar la gobernabilidad del país, tome las medidas civiles, económicas, militares, penales, administrativas, políticas, jurídicas y sociales que estime pertinentes y necesarias para evitar un estado de conmoción; y en el marco del Estado de Excepción y ante el desacato y omisión legislativa continuada por parte de la Asamblea Nacional, revisar excepcionalmente la legislación sustantiva y adjetiva (incluyendo la Ley Orgánica contra la Delincuencia Organizada y Financiamiento al Terrorismo, la Ley Contra la Corrupción, el Código Penal, el Código Orgánico Procesal Penal y el Código de Justicia Militar –pues pudieran estar cometiéndose delitos de naturaleza militar-), que permita conjurar los graves riesgos que amenazan la estabilidad democrática, la convivencia pacífica y los derechos de las venezolanas y los venezolanos; todo ello de conformidad con la letra y el espíritu de los artículos 15, 18 y 21 de la Ley Orgánica Sobre Estados de Excepción vigente.Se ORDENA al Presidente de la República Bolivariana de Venezuela que evalúe el comportamiento de las organizaciones internacionales a las cuales pertenece la República, que pudieran estar desplegando actuaciones similares a las que ha venido ejerciendo el actual Secretario Ejecutivo de la Organización de Estados Americanos (OEA), en detrimento de los principios democrático y de igualdad a lo interno de las mismas, sin que por ello se deje de reconocer la digna acción de los Estados que han defendido de manera gallarda los principios del derecho internacional y que, por tanto, han defendido la posición de la República Bolivariana de Venezuela, así como en otras oportunidades han reivindicado los derechos de otras naciones que también han sido arbitrariamente asediadas al igual que nuestra Patria, por denunciar las injusticias que a diario se cometen en el sistema internacional por parte de acciones injerencistas. Y así garantizar, conforme a nuestra tradición histórica, los derechos humanos sociales inherentes a toda la población, en especial, de los pueblos oprimidos. |

| Sentencia N° 156 |
| --- |
| Sobre la base de la omisión inconstitucional declarada, esta Sala Constitucional resuelve que no existe impedimento alguno para que el Ejecutivo Nacional constituya empresas mixtas en el espíritu que establece el artículo 33 de la Ley Orgánica de Hidrocarburos, a cuyo efecto el Ejecutivo Nacional, por órgano del Ministerio de Energía y Petróleo, deberá informar a esta Sala de todas las circunstancias pertinentes a dicha constitución y condiciones, incluidas las ventajas especiales previstas a favor de la República. Cualquier modificación posterior de las condiciones deberá ser informada a esta Sala, previo informe favorable del Ministerio de Energía y Petróleo.Resolviendo la interpretación solicitada del artículo 33 de la Ley Orgánica de Hidrocarburos vigente, la Sala decide que la Asamblea Nacional, actuando de facto, no podrá modificar las condiciones propuestas ni pretender el establecimiento de otras condiciones.Sobre la base del estado de excepción, el Jefe de Estado podrá modificar, mediante reforma, la norma objeto de interpretación, en correspondencia con la jurisprudencia de este Máximo Tribunal (ver sentencia n.° 155 del 28 de marzo de 2017).Se advierte que mientras persista la situación de desacato y de invalidez de las actuaciones de la Asamblea Nacional, esta Sala Constitucional garantizará que las competencias parlamentarias sean ejercidas directamente por esta Sala o por el órgano que ella disponga, para velar por el Estado de Derecho. |

| Sentencia N° 157 |
| --- |
| Se Aclara de Oficio la sentencia N° 155 de fecha 28 de marzo de 2017, en lo que respecta a la inmunidad parlamentaria. Se suprime dicho contenido. Se suprime la cautelar 5.1.1 de dicho fallo. |

| Sentencia N° 158 |
| --- |
| Se Aclara de Oficio la sentencia N° 156 de fecha 29 de marzo de 2017, en lo que respecta al punto 4.4 del dispositivo referido a que la Sala Constitucional garantizará que las competencias parlamentarias sean ejercidas directamente por ésta o por el órgano que ella disponga, para velar por el Estado de Derecho; cuyo contenido se suprime. |

## Eventos
Luego de que algunos países repudiaron el hecho y que el Consejo de Seguridad de la Nación exhortó a la Sala Constitucional a que revisar dichas sentencias, ésta hizo lo propio, publicando las sentencias 157 y 158, en las que suprime los puntos controversiales sobre la inmunidad parlamentaria, las atribuciones especiales para el Presidente de la República y la competencia de la Sala Constitucional en actividades de la Asamblea Nacional, en vista de su condición de desacato.[cita requerida] El abogado constitucionalista y profesor universitario, Juan Manuel Raffalli, indicó:
"Al decir la Sala Constitucional que puede tomar competencias de la Asamblea Nacional (AN) se acaba la separación de poderes. Trataron de corregir la situación pero dejaron las sentencia base de los fallos...Cuando esos tres árbitros no tienen autonomía funcional el orden constitucional no funciona, por eso se habla de una ruptura del hilo, que está contemplado en la Constitución".
Con respecto a las sentencias, el presidente del Tribunal Supremo de Justicia informó:
"No han despojado al Parlamento de sus funciones, así como tampoco lo han disuelto o anulado. Reconocen la inmunidad parlamentaria como una garantía de la función legislativa, con las limitaciones que establece el texto constitucional".
El abogado constitucionalista Hermann Escarrá dijo: "Es un despropósito hablar de golpe de estado". También haciendo referencia a constituciones y leyes de otros países, Escarrá, corredactor de la Constitución venezolana, habló de la "omisión legislativa", que el poder judicial debe suplir. Posteriormente, se realizaron protestas que exigieron la renuncia de los magistrados, la realización de elecciones postergadas y el adelanto de las elecciones presidenciales previstas para 2018.

El presidente de la Asamblea, Julio Borges, durante unas declaraciones el 30 de marzo describió la acción como un golpe de Estado del presidente Nicolás Maduro. Borges instó a los militares a intervenir, afirmando que "no pueden permanecer en silencio frente a la violación de la Constitución" y que:
"los oficiales de las FANB también están pasando por el drama causado por el alto costo de la vida. Que sean los primeros guardianes de la democracia y la Constitución venezolana y que se conviertan en parte de la solución".
Por último, Borges llamó la atención internacional a la sentencia y pidió nuevas protestas diciendo "hay miedo, hay represión, pero es hora de ponerse de pie". Horas después, funcionarios de la oposición se reunieron fuera de la sede del TSJ y fueron atacados por supuestos grupos paramilitares progubernamentales llamados colectivos y tropas de la Guardia Nacional.
El diputado Juan Requesens fue atacado por fuerzas colectivas mientras Carlos Paparoni fue empujado hacia una pared de concreto por un guardia nacional. Una periodista del equipo de difusión de la Asamblea Nacional, El Capitolio TV fue golpeado en la cabeza y requirió suturas. Los partidarios del gobierno y las autoridades también intentaron destruir los dispositivos de grabación de los medios de comunicación presentes en la escena.
El 31 de marzo de 2017, la fiscal general de la república Luisa Ortega Díaz declaró en la televisión estatal venezolana, sosteniendo una copia de la Constitución de 1999 que la sentencia del TSJ era una "ruptura del orden constitucional" y dijo que era su "deber de informar a mi país de mi profunda preocupación por estos eventos". Borges, Presidente de la Asamblea, declaró que los funcionarios deberían seguir el ejemplo de Ortega y pidió a los militares "que obedezcan las órdenes de su conciencia". Mientras tanto, los manifestantes fueron reprimidos por la Guardia Nacional armada con perdigones y bastones. Muchos manifestantes fueron arrestados, con los medios de comunicación atrapados en el asalto y sus cámaras confiscadas, una mujer reportera de Caracol Radio fue señalada por un grupo de tropas y golpeada.

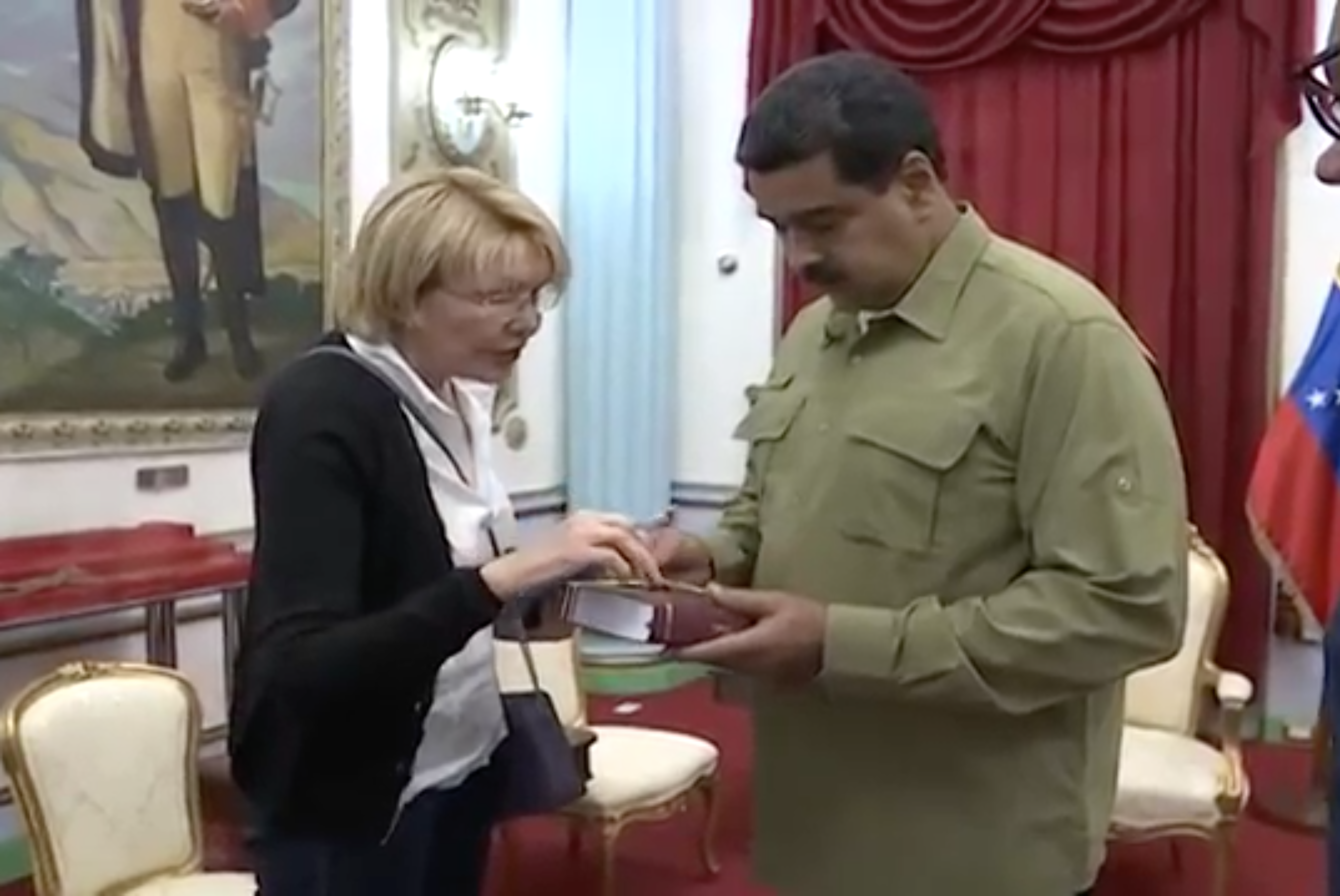
Luisa Ortega Díaz y Nicolás Maduro el 1 de abril de 2017.

Al informar la historia, The New York Times señaló que en los últimos meses Maduro había consolidado rápidamente su poder, sin embargo, la Asamblea fue considerada por muchos como el único contrapeso restante para el control del Presidente. También señaló que después de tales movimientos por parte del gobierno, "muchos ahora describen no solo a un régimen autoritario, sino a una dictadura absoluta". Fox News también señaló que después de las esporádicas protestas que no produjeron resultados, con el gobierno ya Consolidándose dentro de las fuerzas armadas y políticamente mediante la cancelación de las elecciones, los llamamientos a nuevas manifestaciones así como la intervención de las fuerzas armadas fueron inútiles.
Según el canal estatal VTV, el 9 de abril de 2017 el vicepresidente de Venezuela, Tareck El Aissami, informó sobre la participación de Primero Justicia, partido de la oposición, en el ataque e incendio de la sede de la Dirección Ejecutiva de la Magistratura (DEM), perteneciente al Tribunal Supremo de Justicia, en la ciudad de Caracas[cita requerida] Dirigentes de la oposición repudiaron el hecho, señalando que "nuestra agenda es pacífica y no violenta. Que nadie le haga el juego a la dictadura". La Fiscalía General de Venezuela emitió un comunicado este domingo sobre el arresto de nueve personas por supuestamente ocasionar “destrozos” en las oficinas administrativas de este tribunal.
Fue reportado que dos estudiantes, Andrés Olivero y Rafael Álvarez, de la Universidad Central de Venezuela fueron detenidos y posteriormente a que se les impidiera protestar frente a la sede principal del TSJ, en Caracas, se dirigieron al Palacio de Justicia en donde fueron agredidos por supuestos colectivos armados,
El 7 de abril el Consejo Moral Republicano, conformado por el contralor general, Manuel Galindo, la fiscal general, Luisa Ortega Díaz y el defensor del pueblo, Tarek William Saab, resolvió rechazar la solicitud del parlamento de destituir a los siete magistrados del TSJ que conforman la Sala Constitucional de dicho tribunal. La decisión de fallar a favor de los magistrados llevó al Consejo Moral Republicano a violar su propia ley debido a que el fallo no contó con el voto obligatorio de la fiscal general, Luisa Ortega Díaz, según declaraciones del defensor del pueblo, Tarek William Saab
El 8 de abril fue reportada la utilización de bombas lacrimógenas con más de un año de vencimiento lo cual aumentaría su nivel de toxicidad, también se reportó que un bebe sufrió asfixia el 10 de abril debido a los gases provenientes de bombas lacrimógenas lanzadas dentro de la clínica de las Mercedes, en Caracas. Por otro lado, un manifestante resultó herido con traumatismo cráneo-encefálico debido al impacto de bombas lacrimógenas lanzadas desde helicópteros. PROVEA, líderes opositores y Tarek William Saab rechazaron el hecho, el cual está sancionado por la Ley de Aeronáutica Civil, que impone pena de prisión de 6 a 8 años a quien arroje sustancias nocivas desde aeronaves.
El 11 de abril en Barquisimeto se reportó la muerte del joven Miguel Ángel Colmenares y nueve heridos de bala por presuntos colectivos armados y efectivos de la Guardia Nacional Bolivariana. Más tarde, el 13 de abril, en Barquisimeto se reportó la muerte del joven Gruseny Antonio Canelón producto del mismo ataque. Entre los mismos heridos se encontraba una persona sordomuda que luego de recibir un disparo en la espalda quedó parapléjico.

El miércoles 12 de abril falleció de un disparo en el abdomen Brayan Principal, de 14 años de edad, a manos de "Colectivos". Estos supuestos grupos de civiles armados han sido vistos saliendo de instituciones militares en motos y armados. El cardenal Jorge Urosa Savino denunció la actuación del gobierno utilizando estos grupos de colectivos para atacar a las manifestaciones indicó que:
Hemos querido destacar (...) nuestro rechazo a esa represión absolutamente desmedida con la cual se ha enfrentado estas manifestaciones, que han empezado siempre con manifestaciones pacíficas pero que, luego, llega un momento, reciben un ataque absolutamente inadecuado y exagerado.
Por su parte, la Fiscalía Venezolana dijo que una de las muertes ocurridas en Valencia no fue en medio de una protesta. El 14 de abril fueron reportados disturbios en Los Teques, capital del estado Miranda, a raíz de la represión por parte de "colectivos" y la GNB contra las protestas que se llevaron a cabo en dicha localidad en horas de la mañana del día 13 de abril.
El gobernador de la entidad, Henrique Capriles Radonski, se pronunció al respecto denunciando que "paramilitares" fueron usados para "generar miedo" en todas las ciudades del país y "saquear con complicidad" de la Guardia Nacional Bolivariana locales comerciales adyacentes a los sitios donde se encontraban las barricadas El 15 de abril, bajo el mensaje "No más", miles de Venezolanos se congregaron en las principales ciudades del mundo expresando su rechazo a por la crisis institucional y política en su país que impide solucionar otros problemas como la escasez de alimentos y medicinas, y altos índices de delincuencia. Utilizando el hashtag #NoMas la protesta alcanzó más de 40 ciudades repartidas entre América y Europa.
El 19 de abril, a los 207 años de la conmemoración de la deposición civil del capitán general Vicente Emparán, evento precedente a la fundación de la Primera República, opositores convocaron marchas en todas las ciudades del país, por otro lado, el Gobierno convocó una marcha general en Caracas, desde muy tempranas horas se hizo sentir la represión del gobierno venezolano ante los simpatizantes de la oposición a nivel nacional, causando fuertes enfrentamientos, más de 300 heridos, la encarcelación de más de 120 individuos y la muerte de dos adolescentes, el primero de ellos (un joven de 17 años) en la ciudad capital y la segunda (una mujer) en la ciudad de San Cristóbal, estado Táchira, finalizando la jornada, se informó el fallecimiento de un tercero en protestas, esta vez un GNB en el estado Miranda, confirmada por Tarek William Saab en horas de la noche. Luego de tales actos, la oposición hizo un comunicado a toda la población, en donde los invitaba a seguir en las calles y confirmaban de nuevo marchas para el 20 de abril, en las que murieron 11 venezolanos, en este hecho, al menos 54 niños fueron desalojados de Materno Infantil por ataques violentos en la localidad. Para esta fecha ya eran 20 los fallecidos en protestas en el país.
La oposición, debido a la respuesta que estaba obteniendo por parte del Gobierno de la República Bolivariana de Venezuela y la Guardia Nacional Bolivariana, informó al mundo sobre la fuerte represión que estaba recibiendo el pueblo venezolano por parte de sus "defensores", llamando así de nuevo el pueblo a las calles, de manera pacífica, para el 22 de abril, determinando la manifestación como la Marcha del Silencio. Al igual que un "Plantón Nacional" para el día 24 de abril de 2017 en todos los estados del país.
Desde tempranas horas de la mañana del día 24, se dio a conocer la muerte de uno de los heridos del 19 de abril en la ciudad de Caracas, siendo confirmada por el Ministerio Público, por otro lado, en la ciudad de El Vigía, estado Mérida se hizo conocer la muerte de uno de los heridos en las protestas del día miércoles 19 de abril, por quemaduras graves de bombas molotov que ellos mismos pretendían lanzar a la oposición, del hecho hubo 20 heridos. En este mismo estado, pero en la ciudad homónima de la región, en horas de la tarde se suscitaron hechos violentos, que dejaron 15 heridos, y dos fallecidos, por otro lado, en el estado Barinas, específicamente, en Barinitas, se dio a conocer el asesinato de otra persona, mientras que en El Tocuyo, estado Lara, el gobernador de la entidad dio a conocer la muerte de otro individuo por actos violentos durante manifestaciones, con esto, la Fiscalía General de la República confirmó, el día 25 de abril, que en el país han sucedido 30 muertes violentas, en tres semanas de protestas, mientras que otras cifras extraoficiales arrojan que son 33 las víctimas mortales. Luego de estos actos, la Mesa de la Unidad Democrática, informó que seguirían en las calles, convocando marchas para el 26 de abril, y diferentes días de la semana, por otro lado también convocaron una marcha para el 1ro de Mayo, día del trabajador, el gobierno también marchará ese día, confirmó Diosdado Cabello.

### Censura a los medios
El Sindicato Nacional de Trabajadores de la Prensa (SNTP) emitió un comunicado sobre la persecución y arresto de reporteros, camarógrafos y periodistas que intentan cubrir las protestas en Venezuela, por parte de la GN. Desde el 31 de marzo permanecen detenidos, en el destacamento de la GN, Sebastián Pérez y Didier Barral, reporteros franceses de la Agencia CAPA (Chabalier & Associates Press Agency), quienes tenían pensado regresar a su país el martes 11 de abril a las 4:00 p. m., sin embargo, fueron detenidos en el Aeropuerto Internacional de Maiquetía cuando intentaban tomar el vuelo de regreso a París. El 31 de marzo fue reportada la agresión de un reportero de Reuters frente a la sede del TSJ, uniformados de la GN arremetieron contra el fotógrafo, los casos más importantes de ese mismo día fueron el de una periodista de Caracol Radio de Colombia y la cadena Univisión, Elyangélica González, quien fue retenida, amenazada y golpeada por Guardias Nacionales Bolivarianos, mientras cubría las protestas frente a la sede del supremo.
Una orden de la Comisión Nacional de Telecomunicaciones (Conatel) obliga a empresas proveedoras de internet venezolanas, de bloquear la transmisión de los canales digitales VivoPlayTV, VPItv y Capitolio TV debido a la cobertura de las manifestaciones de calle en contra de las sentencias 155 y 156 del Tribunal Supremo de Justicia (TSJ), sumándosele a esta orden los canales previamente bloqueados en Venezuela NTN24 y CNN en Español.
Además del caso de Elyangélica González, otros periodistas han resultado lesionados e incluso retenidos por las fuerzas de seguridad del país. El periodista de VPItv, Elvis Flores, fue capturado y posteriormente liberado el día jueves 6 de abril mientras hacia la cobertura de la marcha de la oposición. Román Camacho, fotógrafo del medio digital La Patilla, recibió un disparo de bomba lacrimógena que le causó fractura de tibia.
El 12 de abril, luego de más de una semana de protestas, el Comité para la Protección de Periodistas (CPJ) dio a conocer datos recabados por la ONG Espacio Público en los que más de 29 periodistas han sido atacados, golpeados, agredidos, acosados o presionados para que no realicen su trabajo en la capital o el interior venezolano.
El diputado uruguayo Jaime Trobo, del opositor Partido Nacional, exigió el 17 de abril a la cancillería de ese país mediar ante el gobierno venezolano por el caso del periodista Sebastián Pérez, quien fue detenido el 11 de abril en el aeropuerto internacional de Maiquetía junto a su fotógrafo de la agencia internacional CAPA. El parlamentario comentó que la información sobre el comunicador ha sido bastante incierta y que incluso, les habían comunicado que les habían plantado supuestas pruebas para implicarlos en hechos relacionados con desestabilización.
Cinco días después el gobierno venezolano se conoció que ambos periodistas fueron liberados y enviados rumbo a París, gracias a la mediación de las autoridades francesas debido a que Sebastián Pérez también tiene esta nacionalidad.
Según The New York Times, expertos y testigos aseguran que los colectivos actúan como una "fuerza de intimidación" más "brutal" que las Fuerzas Armadas, y en algunos casos "mortal", como el caso de Paola Ramírez asesinada por presuntos colectivos durante una manifestación opositora el 19 de abril de 2017, ese mismo día, varios jóvenes fueron agredidos por colectivos. Más tarde se confirmaba también la muerte de Carlos Moreno, joven de 17 años herido de bala por supuestos colectivos. El 12 de abril de ese mismo año, fue reportada la muerte de Miguel Ángel Colmenares de 36 años, debido a heridas causadas por 11 impactos de bala, También Brayan Principal, un adolescente de 14 años que junto a Miguel habrían sido atacados por colectivos. Luis Almagro, secretario general de la Organización de Estados Americanos, se pronunció respecto a los asesinatos diciendo “Basta de asesinatos a manos de criminales colectivos armados por régimen dictatorial”.

## Asamblea Nacional 2015
A principios de 2019, Juan Guaidó elegido presidente de la Asamblea Nacional 2015, fue nombrado presidente interino de Venezuela y un buen número de países le reconocieron como tal, e incluso en Estados Unidos y otros países se le otorgó el control de filiales de empresas venezolanas situadas fuera de Venezuela. Durante el período 2019-2023, Juan Guaidó llevó a cabo numerosas actividades como presidente interino, pero hacia finales de 2022 el respaldo que tuvo se empezó a debilitar y, finalmente, se propuso eliminar la presidencia interina, decisión que fue adoptada en enero de 2023, con 72 votos a favor de la eliminación, 29 en contra y 8 abstenciones. 
Sin embargo la crisis presidencial ha continuado y debe terminar el 10 de enero de 2025 con la juramentación ante la Asamblea Nacional del presidente elegido durante 2024, la Asamblea Nacional 2015 en el exterior continuó ejerciendo bajo la presidencia de la diputada Dinorah Figuera. Actualmente considerada la única institución legítima y que administra la empresa Citgo en un estado crítico económicamente, dejado en situación de quiebra financiera en 2016,  la diferentes cuentas bancarias congeladas en 2019 en Estados Unidos y las 31 toneladas de oro en el Banco de Inglaterra.

## Reacciones

### Nacionales

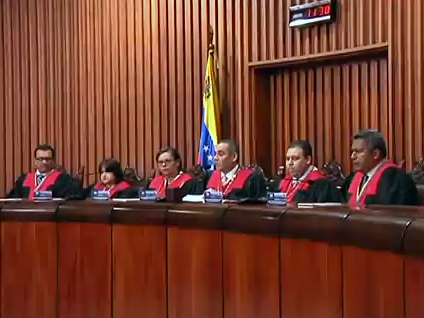
El Tribunal Supremo de Justicia denunció a la Organización de los Estados Americanos de "acusar sin fundamentos" que Venezuela se había convertido en una dictadura.

- El presidente del Parlamento denunció que el presidente Nicolás Maduro dio un golpe de Estado en el país. "Esto no tiene otro nombre que dictadura y golpe de Estado. Nicolás Maduro tiene todos los poderes de la Constitución otorgados por una sala ilegal. Venezuela no tiene Constitución", indicó Julio Borges desde las afueras del Palacio Legislativo.[106]
- La fiscal general de la República, Luisa Ortega Díaz, manifestó su opinión ante las recientes sentencias 155 y 156 emitidas por el Tribunal Supremo de Justicia (TSJ) en contra de la Asamblea Nacional (AN). “En dichas sentencias se evidencian varias violaciones del orden constitucional y desconocimiento del modelo de Estado consagrado en la Constitución, lo que constituye una ruptura del orden constitucional” afirmó Ortega Díaz.[10] El presidente Nicolás Maduro señaló este comunicado como una muestra de independencia de poderes.[107]
- Iris Varela, ministra de Servicios Penitenciarios, comentó que la fiscal general, Luis Ortega Díaz, no tiene el derecho de cuestionar cualquier decisión del Tribunal Supremo de Justicia (TSJ).[108] Según Varela, la fiscal "no había leído bien" las sentencias.[108]
- La Mesa de la Unidad Democrática (MUD), coalición opositora, emitió un comunicado donde «condena de manera categórica y denuncia ante el país y la comunidad internacional lo que considera un duro golpe a la democracia, asestado por el gobierno de Nicolás Maduro y los poderes públicos subordinados a él, en especial el Tribunal Supremo de Justicia, contra el pueblo de Venezuela».[109]
- El presidente de la República, Nicolás Maduro, aseguró que “No sabía nada del pronunciamiento que iba a hacer la fiscal como no sabía nada de la sentencia n° 156 que emitió la Sala Constitucional”, desde la Plaza Bicentenario durante la clausura de la Expo Venezuela Digital 2017.[110]
- El Defensor del Pueblo y presidente del Poder Ciudadano de Venezuela, Tarek William Saab, respaldó al Tribunal Supremo de Justicia y condenó la injerencia de Luis Almagro, secretario general de la OEA. Insistió en la obligación de otros países de no intervenir directa o indirectamente en asuntos internos de otros estados, según el Principio del Derecho Internacional Público que define la independencia de las naciones y su derecho a la autodeterminación.[cita requerida]
- Cecilia Sosa, expresidenta del Tribunal Supremo de Justicia, comentó que “no existe ningún artículo de la constitución [venezolana] que le permita al Tribunal Supremo de Justicia en su Sala Constitucional asumir las competencias de la Asamblea Nacional. (El TSJ) asumió las competencias no solo legislativas, asumió las competencias de control político”.[111]
- El abogado y exfiscal general de la República, Isaías Rodríguez, actual embajador de Venezuela en Italia afirmó que en "su opinión la sentencia del TSJ está ajustada a derecho ya que hace valer las competencias que establece los artículos 335 y 336 de la Constitución".[112]
- El vicepresidente a la Asamblea Nacional, Freddy Guevara, dijo que el parlamento se "eliminó" desde el instante en que el Tribunal Supremo de Justicia comenzó a anular todas las leyes promulgadas por la Asamblea Nacional mediante sentencias.[113] También aseveró que "la lógica de la resistencia no violenta es desgastar a quienes sostienen a la dictadura".[114]
- La inspectora nacional de tribunales, Mariely Valdez declaró que "no hubo ruptura del orden constitucional" y "Las decisiones obedecen a las omisiones legislativas contempladas en la Constitución, tras el desacato del Parlamento" además de que "La Sala Electoral ordena por medida cautelar la desincorporación de los diputados, ellos desacataron, (...) Al incorporarse y sesionar todo el 2016, la nueva designación de la AN pasa a ser nula, quien los desincorporó fueron las nuevas autoridades que no tienen validez"[115]
- El Arzobispo de Mérida en Venezuela, Cardenal Baltazar Porras, llamó de “retoques cosméticos”, refiriéndose a las "aclaratorias" realizadas por el Tribunal Supremo, ya qué, según él, “el bloqueo a la Asamblea Nacional persiste”.[116]
- El juez titular del Área Metropolitana de Caracas, Juan Alberto Castro Espinel, renunció a su cargo a través de una carta en la que expone estar en contra de las sentencias del Tribunal Supremo de Justicia (TSJ) en contra la Asamblea Nacional y la inmunidad parlamentaria, adicionalmente denunció estar recibiendo presiones de uno de los magistrados del TSJ.[117]
- Nacho La Criatura, cantautor venezolano, dijo que "la represión no es un invento mediático. Estoy aquí para comprobarlo" y que "hay un pueblo en la calle clamando libertad", al mismo tiempo que participaba en las protestas en la calle.[118]

### Internacionales

#### Gobiernos
- Alemania: el Gobierno alemán, a través de su portavoz Steffen Seibert declaró que es "es intolerable cómo el presidente Maduro está volviendo a la población de su país rehén de sus propias ambiciones de poder”.[119]
- Argentina: el presidente argentino Mauricio Macri, llamó a "recomponer el orden democrático" e insistió en la necesidad de que se cumpla con un calendario electoral y se liberen a los "presos políticos". Al día siguiente recibió a Lilian Tintori, esposa del líder opositor preso, Leopoldo López, fundador del partido Voluntad Popular, quien es considerado un preso político por una importante parte de la comunidad internacional.[120][121]
- Bolivia: mediante un comunicado del Ministerio de Relaciones Exteriores, el Gobierno de Evo Morales expresó su solidaridad con Venezuela y rechazó las reacciones críticas a las sentencias: "A nombre del Gobierno y del pueblo boliviano, expresamos solidaridad e incondicional apoyo a la República Bolivariana de Venezuela ante un nuevo ataque que busca fracturar la democracia, desestabilizar al Gobierno y desconocer la Constitución Venezolana", rezaba el documento. También se señaló que "se atenta" contra la unidad de Latinoamérica y el Caribe con posiciones que responden a "intereses extraterritoriales", con "claros actos de injerencia que vulneran el Derecho Internacional y la convivencia pacífica".[122]
- Brasil: Brasil expresó su desacuerdo con la sentencia que suspende "arbitrariamente" la inmunidad de los parlamentarios venezolanos y dijo que mantendrá su política de examinar la "preocupante situación" conjuntamente con todos los países de la región "interesados". "El pleno respeto al principio de la independencia de poderes es un elemento esencial para la democracia. Las decisiones del TSJ violan ese principio y alimentan la radicalización política", reza un comunicado del Gobierno de Michel Temer.[123] Posteriormente, el canciller de Brasil, Aloysio Nunes dijo que es “urgente” que en Venezuela se “confirme un calendario electoral”.[124]
- Canadá: la Oficina de Derechos Humanos, Libertades e Inclusión escribió un tuit donde decía: “Canadá está profundamente preocupada por la decisión en Venezuela del Tribunal Supremo de suspender los poderes legislativos de Asamblea Nacional elegida democráticamente”.[125]
- Chile: la presidenta de Chile, Michelle Bachelet, afirmó que "es muy preocupante" la crisis que se vive en Venezuela. E indicó, a través de Twitter, que se deben de "defender la convivencia democrática en nuestras sociedades". El gobierno de Bachelet llamó a consulta a embajador en Caracas. Más temprano, el canciller chileno, Heraldo Muñoz, dijo que lo que se busca es el "entendimiento" entre los propios venezolanos para que "resuelvan sus asuntos". Pero que "claramente" la decisión del Tribunal Supremo "va en la decisión opuesta". [cita requerida]
- Colombia: María Ángela Holguín, ministra de Relaciones Exteriores, señaló que su país rechaza "esta no división de los poderes" en Venezuela. "Es clarísimo que necesitamos unos poderes públicos fuertes, independientes, para poder fortalecer la democracia". "El Gobierno de Colombia reitera su convicción de que la separación de poderes y el apego irrestricto a las normas constitucionales son fundamentos imprescindibles para la plena vigencia de la democracia representativa", se indicó en un pronunciamiento.[126] El 20 de abril, el presidente Juan Manuel Santos, publicó en su perfil de Twitter un mensaje en torno al gobierno venezolano, "Hace 6 años se lo advertí a Chávez: la revolución bolivariana fracasó", escribió Santos.[127]
- Costa Rica: el canciller de Costa Rica, Manuel González, señaló a través de un comunicado, que su país "considera inadmisible" que el Tribunal Supremo, controlado por el chavismo, suspendiera los poderes constitucionales de la Asamblea Nacional de Venezuela. "Costa Rica considera que estas decisiones son inadmisibles y decepcionantes, por ser contrarias a la esencia de la democracia y, aceleran el deterioro de la gobernabilidad democrática en ese país", se indica en el escrito.[128] Al día siguiente, el Asamblea Legislativa instó al Gobierno costarricense, a que retirara su representación diplomática en Venezuela. Asimismo, le solicitó a que se proceda a invocar la aplicación por parte de la OEA de la Carta Democrática para que se "adopten y se restituya el orden constitucional" en el país sudamericano.[129]
- Francia: Francia acogió con "mucha preocupación" la decisión del Tribunal Supremo de Justicia de Venezuela, pidiendo "a las autoridades" venezolanas que respeten la separación de poderes. "La democracia y el Estado de derecho implican la separación de poderes. Francia, como ha hecho la Unión Europea, pide a las autoridades venezolanas que garanticen su respeto", dijo en un comunicado el Ministerio francés de Exteriores.[130]
- Ecuador: El Ejecutivo ecuatoriano alentó al diálogo en el país, a través de la Unión de Naciones Suramericanas (Unasur), donde afirma que se evidencia una "profunda fractura entre el gobierno y la oposición y un impase entre poderes del Estado". También afirmó "el Gobierno del Ecuador rechaza cualquier intento de desestabilización en Venezuela promovido desde instancias internacionales", en referencia a las declaraciones del Secretario General de la OEA, Luis Almagro.[131]
- Estados Unidos: Estados Unidos denunció que la "usurpación" del Poder Judicial es "una ruptura de las normas democráticas". Además, señaló que el dictamen "daña en gran medida las instituciones democráticas de Venezuela y niega al pueblo venezolano el derecho de moldear el futuro de su país a través de sus representantes elegidos". Por ello, el Departamento de Estado concluyó: "Lo consideramos un grave revés para la democracia en Venezuela".[132]
Marco Rubio y Jeff Duncan, congresistas republicanos, amenazaron a República Dominicana, Haití y El Salvador con la suspensión de "ayuda financiera continua" en caso de negarse a apoyar los intentos de Luis Almagro, secretario general de la OEA, de aplicar la Carta Democrática contra Venezuela.[133]
- Guatemala: el Gobierno de Guatemala emitió un comunicado para reiterar su "convicción de preservar el Estado de Derecho" y el apego a las normas constitucionales. "El gobierno expresa su profunda preocupación", indicó el mensaje, en el que se realizó un llamado a sostener "un diálogo franco, sincero y participativo para la promoción de la concertación política que preserve la paz y las garantías constitucionales".[134]
- Guyana: "No consideramos que tenemos una opción, porque esto nos llevaría al fracaso. No queremos confrontación, sino participación, por lo tanto queremos un enfoque medido e incremental para lograr una solución diplomática", expreso el Gobierno guyanés por medio de Riyad Insanally, su representante en la OEA.[135]
- Marruecos: El Gobierno de Marruecos rechazó las acciones del Gobierno Venezolano emitiendo un duro comunicado en donde “condena vigorosamente la violación de los derechos políticos, económicos y sociales en ese país”.[136]
- México: el canciller mexicano, Luis Videgaray, aseguró que a su país le preocupa "de manera grave el deterioro del orden democrático en un país hermano" y subrayó que deben ser los venezolanos, en ejercicio pleno de su soberanía, "los que resuelvan los problemas". un comunicado, la Cancillería Mexicana señaló que la decisión del Tribunal Supremo venezolano "atenta contra los principios y valores esenciales de la democracia representativa y la separación de poderes".
- Panamá: la Cancillería, a través de un comunicado se pronunció diciendo: "Panamá hace un llamado al respeto del orden constitucional, el respeto a la separación de poderes y los principios de la democracia, y que se den las garantías para la celebración de elecciones democráticas".[137]
- Paraguay: el ministro de Relaciones Exteriores paraguayo, Eladio Loizaga, dijo el 31 de marzo que en Venezuela se produjo “un rompimiento absoluto del Estado de Derecho” y que algunos países de la Unión de Naciones Sudamericanas (UNASUR) trabajan para emitir un comunicado de condena.[138]
- Perú: El presidente, Pedro Pablo Kuczynski, dijo que es "inaceptable lo que ocurre en Venezuela".[139][140][141] El Gobierno peruano anunció al día siguiente el retiro definitivo de su embajador en Venezuela e indicó que ya inició consultas con países de la OEA para que en el marco de la Carta Democrática Interamericana se adopten con la mayor urgencia las medidas que correspondan "ante la evidente ruptura del orden constitucional y democrático en Venezuela".
- Portugal: El secretario de estado para las comunidades de portugueses en el extranjero, José Luís Carneiro, calificó la situación política, económica y social en Venezuela como muy grave.[142] Asimismo, el ministro de relaciones exteriores luso, Augusto Santos Silva, aseguró que se puso en marcha un plan operativo de contingencia para la evacuación de portugueses, luso-descendientes y/o personas que tengan relación con algún portugués, vía frontera con Brasil, se estima que la comunidad portuguesa en el país sudamericano llegaría al millón de personas.[143] El día 7 de julio de 2017, fue aprobado en el parlamento de Portugal un apelo al diálogo democrático en Venezuela, esta votación fue apoyada por el partido socialdemócrata y el partido conservador pero rechazada por el partido comunista portugués.[144]
- Rusia: "Es muy importante que la lógica del diálogo se imponga sobre la lógica de la confrontación. Las fuerzas externas no deben echar más leña al fuego al conflicto interno de Venezuela con sus declaraciones y acciones", se leía en un comunicado que emitió el Ministerio de Asuntos Exteriores. La portavoz de ese ministerio, María Zajárova comentó que su Gobierno considera que se tiene que reiniciar la misión de mediadores internacionales, con figuras políticas o mediante representantes de la UNASUR. En ese sentido, indicó que Rusia cree en la inviolabilidad del principio de no intromisión en los asuntos internos de otros Estados.[145]
- Uruguay: El Gobierno Uruguayo rechazó las acciones de Almagro[146] sobre el caso Venezuela, ya que según el Vicepresidente de Uruguay "perdió el equilibrio de la ecuanimidad que tiene que tener un secretario general de la OEA”.[146]

#### Organizaciones internacionales supranacionales
- Comisión Interamericana de Derechos Humanos: la CIDH, como son sus siglas, condenó la "grave injerencia" del Tribunal Supremo de Justicia de Venezuela contra la Asamblea Nacional, tras asumir las facultades del Parlamento. "Estas nuevas decisiones constituyen una usurpación de las funciones del Poder Legislativo por parte de los Poderes Judicial y Ejecutivo, así como una anulación de facto del voto popular mediante el cual fueron elegidos los diputados de la Asamblea Nacional", afirmó la CIDH en un comunicado emitido desde su sede en Washington.[147]
- Organización de los Estados Americanos: Secretaría General de la Organización de los Estados Americanos (OEA), Luis Almagro, denuncia el "auto-golpe de Estado" perpetrado por el "régimen" venezolano contra la Asamblea Nacional, último poder del Estado legitimado por el voto popular. "Aquello que hemos advertido lamentablemente se ha concretado", sentenció el secretario General. "Asumir la restauración de la democracia es tarea de todos. Hoy es hora de trabajar unidos en el hemisferio para recuperar la democracia en Venezuela, con cuyo pueblo todos tenemos deudas que nos obligan a actuar sin dilaciones. Callar ante una dictadura es la indignidad más baja en la política", es un extracto comunicado oficial en reacción a las sentencias.[148]
- Organización de las Naciones Unidas: El Alto Comisionado de la ONU para los Derechos Humanos Zeid Ra’ad Al Hussein instó en un comunicado oficial al TSJ que "reconsiderase" su decisión de suprimir los poderes del Poder Legislativo a fin de proteger la separación de poderes públicos para garantizar el derecho de los ciudadanos venezolanos a la representatividad de sus intereses en la participación de la toma de decisiones públicas.[149]
- Mercado Común del Sur: Los Cancilleres de los cuatro países miembros fundadores del Mercosur celebraron una reunión de emergencia donde acordaron por medio de los preceptos establecidos en la Cláusula Democrática de la organización publicar una declaración conjunta en la que se exhortaba a garantizar la separación de poderes en Venezuela y en la que manifestaban que apoyarían la propuesta de activar la Carta Democrática Interamericana en la reunión de emergencia del Consejo permanente de la OEA convocada tras la divulgación de las sentencias controvertidas del TSJ.[150]
- Unión Europea: la representante de la Unión Europea para la Política Exterior, Federica Mogherini, advirtió en un comunicado que la decisión del Tribunal Supremo de Venezuela "restringe la inmunidad parlamentaria de sus miembros, que fueron democráticamente elegidos por el pueblo". Y agrega, "la Unión Europea recuerda que el total respeto de la Constitución, los principios democráticos, el Estado de derecho y la separación de poderes es crucial para que el país logre un resultado pacífico de la actual difícil situación y recupere la estabilidad política".[151]

#### Otros
- Internacional Socialista: en una declaración titulada Caen los últimos vestigios de la democracia en Venezuela, el organismo declaró que la declaración del Tribunal Supremo fue "un golpe crítico a los últimos vestigios de la democracia" en Venezuela, indicando además que "la Internacional Socialista, dada la gravedad de lo que está ocurriendo en Venezuela, condena y denuncia con fuerza y convicción la decisión del Tribunal".[152]
- Sindicatos de Uruguay apoyan el derecho a la autodeterminación de Venezuela establecida en la Carta Magna[cita requerida]
- Unión de Naciones Suramericanas: Seis miembros del bloque suramericano - Argentina, Brasil, Chile, Colombia, Paraguay y Uruguay - expresaron en un comunicado que "causa alarma la situación originada en Venezuela" tras la decisión de limitar las facultades de la Asamblea Nacional y restringir la inmunidad de sus miembros.[153] El Secretario General de la Unasur, expresidente de Colombia, el abogado Ernesto Samper expresó sobre la situación en Venezuela que la "OEA debe entender que el camino de la intervención nunca será tan efectivo como el diálogo para que venezolanos arreglen sus problemas".[154]